# 直立肖菝葜
直立肖菝葜（学名：Heterosmilax erecta）为百合科肖菝葜属下的一个种。